# Людвіг Бінсвангер
Людвіг Бінсвангер (нім. Ludwig Binswanger) (13 квітня 1881, Кройцлинген, Швейцарія — 5 лютого 1966, Кройцлинген, Швейцарія) — швейцарський психіатр та основоположник екзистенціальної психології. Його батько (також носив ім'я Людвіг і прізвище Бінсвангер) заснував «Беллвьюський санаторій» у Кройцлінгені, а дядько Отто Бінсвангер обіймав посаду професора психіатрії в Єнському університеті імені Фрідріха Шиллера.

## Життя та творчість
У 1907 році Бінсвангер отримав ступінь доктора медицини у Цюрихському університеті, в молодості працював і навчався у найвідоміших психологів тієї епохи, таких як Карл Густав Юнг, Ойген Блейлер і Зигмунд Фрейд. Незважаючи на різні погляди, що стосуються теорії психіатрії, Бінсвангер і Фрейд залишалися друзями до смерті Фрейда в 1939 році (можливо, завдяки Джулії Бінсвангер).
У період з 1911 по 1956 рік Бінсвангер обіймав посаду головного лікаря санаторію в Кройцлінгені. На нього вплинули екзистенційна психологія та роботи Мартіна Гайдеггера, Едмунда Гуссерля і Мартина Бубера. Бінсвангер вважається першим лікарем, що об'єднав психотерапію з ідеями екзистенціалізму, які він розвинув у своїй книзі «Основні форми і знання про людське існування» (нім. «Grundformen und Erkenntnis menschlichen Daseins»), що вийшла в 1942 році. У ній він заклав основи екзистенціального аналізу як емпіричної науки, що має на увазі антропологічний підхід до конкретної людської особистості. При проведенні екзистенціального аналізу найбільш відомим пацієнтом Бінсвангера була Еллен Уест, яка страждала тяжкою невротичною анорексією.
Книга Бінсвангера «Мрія та існування» була переведена з німецької на французьку мову Мішелем Фуко, який додав до неї важливе есе як передмову.

## Вибрані праці
- 1907: Über das Verhalten des psychogalvanischen Phänomens beim Assoziationsexperiment. Diagnostische Assoziationsstudien (Про характеристику психогальванічних феноменів в асоціативному експерименті. Діагностичні асоціативні дослідження).
- 1910: Über Entstehung und Verhütung geistiger Störungen (Про виникнення та профілактику психічних розладів).
- 1922: Einführung in die Probleme der allgemeinen Psychologie (Введення в проблеми загальної психології), Berlin.
- 1928: Wandlungen in der Auffassung und Deutung des Traumes und Realisierung (Трансформації в уявленні та інтерпретація сновидінь, а також реалізації), Berlin.
- 1930: Traum und Existenz (Сновидіння та існування).
- 1933: Über Ideenflucht (Про «втечу ідей»), Zürich.
- 1942: Grundformen und Erkenntnis menschlichen Daseins (Основні форми та знання про людське існування), Zürich (3rd edition, München/Basel, 1962).
- 1946: Über Sprache und Denken (Про мову та мислення), Basel.
- 1949: Henrik Ibsen und das Problem der Selbstrealisation in der Kunst (Генрік Ібсен та проблема самореалізації в мистецтві), Heidelberg.
- 1956: Erinnerungen an Sigmund Freud (Спогади про Зигмунда Фрейда), Berne.
- 1956: Drei Formen missglückten Daseins: Verstiegenheit, Verschrobenheit, Manieriertheit (Три форми невдалого буття: екстравагантність, дивність, манірність), Tübingen.
- 1957: Schizophrenie (Шизофренія), Pfullingen.
- 1957: Der Mensch in der Psychiatrie (Людина в психіатрії), Pfullingen.
- 1960: Melancholie und Manie: Phänomenologische Studien (Меланхолія та манія: феноменологічні дослідження).